# 山本紗織
山本 紗織（やまもと さおり、5月30日 - ）は、日本の女優、声優。大阪府出身。血液型はO型。かつてはアーティストクルーに所属していた。
役者活動外では歯科衛生士として働いている。

## 出演作品
太字はメインキャラクター。

### 舞台
- 「プロメテウスの贖罪」

### ラジオ
- 「スウィートイグニッション内」 学院 CM
- 「V ステーションゾーンジングル」 10月担当
- 「 web ラジオ「メビウス・リング・ユニバース」第4期
- ラジオアプリ楽天 FM オタリス「松井菜桜子 Presents 705R-FM 内 ふぁに?さ? ち」
- web ラジオ「ラ・ジオヤジラ」

### 公開収録
- ラジオアプリ楽天 FM「松井菜桜子 Presents 705R-FM 内 ふぁに?さ?ち」
- web ラジオ「メビウス・リング・ユニバース」

### ゲーム
- ロッカー男子
- スマカノ〜恋愛、覚えていますか?（2021年、真島結衣）
- 東方アルカディアレコード（2022年、大妖精、小野塚小町、小悪魔）

### 司会
- 大阪府大阪市淀川区成人式

### ニコ生
- 「動物園物語」
- 「アイドルさんとアニメちゃんに会える国」

### デジタルコミック
- 野いちご・ベリーズカフェチャンネル「久世くん、悪いことしちゃダメ」（原田菜都 役[1]）
- りぼんチャンネル「ガラス色の、あした」（かおり 役[2]）